# ジェームス・ウィルクス
ジェームス・ウィルクス（James Wilks、1978年4月5日 - ）は、イギリスの男性総合格闘家。イングランド・レスターシャー出身。アメリカ合衆国カリフォルニア州ラグーナ・ヒルズ在住。ライトニングMMA所属。元Gladiator Challengeウェルター級王者。TUF 9ウェルター級王者。

## 来歴
イースト・ミッドランズのレスターシャーに生まれる。1996年にアッピンガム・スクールを卒業後はボーンマス大学に進学し、2000年に卒業した。また同年6月、アメリカ合衆国カリフォルニア州オレンジ郡に移住した。イギリスでは空手とテコンドーを学び、米国移住後はエリック・パーソンのもとでグラップリングを学んだ。2003年10月12日、ローマン・ミティシャンとの一戦でプロデビュー。

### TUF
2009年にはUFCとの契約を賭けたリアリティ番組「The Ultimate Fighter」のシーズン9にマイケル・ビスピン率いるチーム・イギリスの一員として出演、1回戦ではチェ・ミルズに勝利、2回戦と準決勝はともにフランク・レスターに勝利し（離脱者が出たために敗者復活）、決勝に進出する。シーズンの収録終了後は地元で自らのジム「ライトニングMMA」をオープン、6月20日のThe Ultimate Fighter: United States vs. United Kingdom Finaleで行われた決勝ではアメリカチームに属していたダマルケス・ジョンソンと対戦、グラウンドで攻め続け1ラウンド終了間際にチョークで一本勝ちを収め、ウェルター級トーナメントを制した。

### UFC
2009年11月14日、UFC 105でマット・ブラウンと対戦し、マウントパンチでTKO負けを喫した。
2010年6月12日、UFC 115でペーター・ソボッタと対戦し、3-0の判定勝ち。10月16日、UFC 120でクロード・パトリックと対戦し、0-3の判定負けを喫した。
2012年5月14日、脊椎の負傷を理由に引退を表明した。

## 戦績

### プロ総合格闘技
| 総合格闘技 戦績 | 総合格闘技 戦績 | 総合格闘技 戦績 | 総合格闘技 戦績 | 総合格闘技 戦績 | 総合格闘技 戦績 | 総合格闘技 戦績 |
| --------------- | --------------- | --------------- | --------------- | --------------- | --------------- | --------------- |
| 11 試合         | (T)KO           | 一本            | 判定            | その他          | 引き分け        | 無効試合        |
| 7 勝            | 2               | 4               | 1               | 0               | 0               | 0               |
| 4 敗            | 1               | 1               | 2               | 0               | 0               | 0               |

| 勝敗 | 対戦相手               | 試合結果                        | 大会名                                                                                          | 開催年月日     |
| ×    | クロード・パトリック   | 5分3R終了 判定0-3               | UFC 120: Bisping vs. Akiyama                                                                    | 2010年10月16日 |
| ○    | ペーター・ソボッタ     | 5分3R終了 判定3-0               | UFC 115: Liddell vs. Franklin                                                                   | 2010年6月12日  |
| ×    | マット・ブラウン       | 3R 2:27 TKO（マウントパンチ）   | UFC 105: Couture vs. Vera                                                                       | 2009年11月14日 |
| ○    | ダマルケス・ジョンソン | 1R 4:54 チョークスリーパー      | The Ultimate Fighter: United States vs. United Kingdom Finale 【ウェルター級トーナメント 決勝】 | 2009年6月20日  |
| ○    | マイク・ロブルス       | 2R 4:27 腕ひしぎ十字固め        | Gladiator Challenge 85: Cross Fire 【GCウェルター級王座決定戦】                                 | 2008年10月25日 |
| ○    | ジョン・コール         | 1R 0:26 TKO（パンチ連打）       | Apocalypse Fights 1                                                                             | 2008年8月7日   |
| ○    | ショーン・ナガノ       | 2R 4:22 チョークスリーパー      | Universal Above Ground Fighting: Kaos on the Kampus                                             | 2006年5月20日  |
| ×    | パトリック・スパイト   | 3分3R終了 判定0-3               | Total Combat 13: Anarchy                                                                        | 2006年3月11日  |
| ○    | レイ・リザマ           | 1R 1:14 TKO（ドクターストップ） | KOTC 41: Relentless                                                                             | 2004年9月24日  |
| ×    | ジミー・スミス         | 1R 1:40 膝十字固め              | KOTC 39: Hitmaster                                                                              | 2004年8月6日   |
| ○    | ローマン・ミティシャン | 2R 腕ひしぎ十字固め             | Universal Above Ground Fighting 4: Ultimate Cage Fighting 4                                     | 2003年10月12日 |

### アマチュア総合格闘技
| 勝敗 | 対戦相手           | 試合結果                 | 大会名                                                                                     | 開催年月日    |
| ○    | フランク・レスター | 3R 2:20 TKO              | The Ultimate Fighter: United States vs. United Kingdom 【ウェルター級トーナメント 準決勝】 | 2009年2月24日 |
| ○    | フランク・レスター | 2R 3:23 腕ひしぎ十字固め | The Ultimate Fighter: United States vs. United Kingdom 【ウェルター級トーナメント 2回戦】  | 2009年2月10日 |
| ○    | チェ・ミルズ       | 1R 0:30 ヒールホールド   | The Ultimate Fighter: United States vs. United Kingdom 【ウェルター級トーナメント 1回戦】  | 2009年        |

## 獲得タイトル
- グレイシーアメリカ選手権 185ポンド級 優勝（2008年）
- Gladiator Challengeウェルター級王座（2008年）
- The Ultimate Fighter 9 ウェルター級トーナメント 優勝（2009年）

## 表彰
- ブラジリアン柔術 黒帯
- テコンドー 黒帯